# Vojkovce
Vojkovce jsou obec na Slovensku v okrese Spišská Nová Ves, v Košickém kraji.

## Polohopis
Obec se nachází na jihozápadních svazích pohoří Slubice.

### Sousední obce
Dúbrava, Hrišovce, Slatvina, Spišské Vlachy, Víťaz (okres Prešov)

### Vodní toky
Studenec, Jasenovec

## Symboly obce
Znak schválen 9. března 1995.

## Historie

### Staré a cizí názvy obce
- 1279
- 1284
- 1307
- 1328
- 1440
- 1773
- 1786
- 1920
- 1927

Německý název: 

Maďarský název:

## Politika

### Starostové obce
1990 - 1994 RSDr. Milan Gredecký (NEKA)

1994 - 2002 RSDr. Milan Gredecký (SDĽ)

2002 - 2006 Jozef Vilkovský (NEKA)
2006 - 2010 Jozef Vilkovský (NEKA)
2010 - Rastislav Kolej

### Zastupitelstvo
1990 - 1994 - 12 poslanců

1994 - 1998 - 11 poslanců (4 HZDS, 4 KDH, 3 SDĽ)

1998 - 2002 - 11 poslanců (4 HZDS, 4 SDĽ, 3 KDH)

2002 - 2006 - 5 poslanců (2 KDH, 1 ANO, 1 PSNS, 1 NEKA)

### Obyvatelstvo
Vývoj obyvatelstva od roku 1869:
| Rok sčítání | Počet obyvatel | Počet domů |
| ----------- | -------------- | ---------- |
| 1869        |                | -          |
| 1880        | 278            | 53         |
| 1890        | 237            | 45         |
| 1900        | 280            | 49         |
| 1910        | 290            | 58         |
| 1921        | 285            | 54         |
| 1930        | 279            | 55         |
| 1950        | 298            | 65         |
| 1961        | 378            | 72         |
| 1970        | 440            | 91         |
| 1980        | 487            | 100        |
| 1991        | 732            | 105        |
| 2001        | 460            | 102        |

Složení obyvatelstva podle náboženského vyznání (2001):
|                        | Počet obyvatel | %    |
| ---------------------- | -------------- | ---- |
| Římskokatolická církev | 448            | 97,4 |
| Bez vyznání            | 1              | 0,2  |

Složení obyvatelstva podle národnosti (2001):
|                      | Počet obyvatel | %    |
| -------------------- | -------------- | ---- |
| Slovenská            | 454            | 98,7 |
| Maďarská             | 1              | 0,2  |
| Romská               | 1              | 0,2  |
| Česká                | 1              | 0,2  |
| Ostatní a nezjištěno | 11             | 2,4  |

## Kultura a zajímavosti

### Památky
Kaple sv. Bartoloměje apoštola
Římskokatolická. Empírová, z roku 1840. Z první poloviny 19. stol. jsou i oltář s obrazem sv. Bartoloměje a obraz Korunování Panny Marie.

### Sport
Stolní tenis (6. liga muži Spiš, 2. liga mladší žáci Spiš-Gemer)

## Hospodářství a infrastruktura

### Farní úřad
Filiálka římskokatolického farního úřadu Slatvina

### Školství
Základní škola 1 - 4